# Synagelides wuermlii
Synagelides wuermlii là một loài nhện trong họ Salticidae.
Loài này thuộc chi Synagelides. Synagelides wuermlii được Bohdanowicz miêu tả năm 1978.